# (6968) 1991 VX3
(6968) 1991 VX3 (1991 VX3, 1976 HC1) — астероїд головного поясу, відкритий 11 листопада 1991 року.
Тіссеранів параметр щодо Юпітера — 3,623.